# Papillocithara semiplicata
Papillocithara semiplicata é uma espécie de gastrópode do gênero Papillocithara, pertencente a família Mangeliidae.